# بوجانگای سوآلزی
بوجانگای سوآلزی (نام علمی: Dicrurus montanus) نام یک گونه از تیره بوجانگا است.